# 루이지 바를라시나

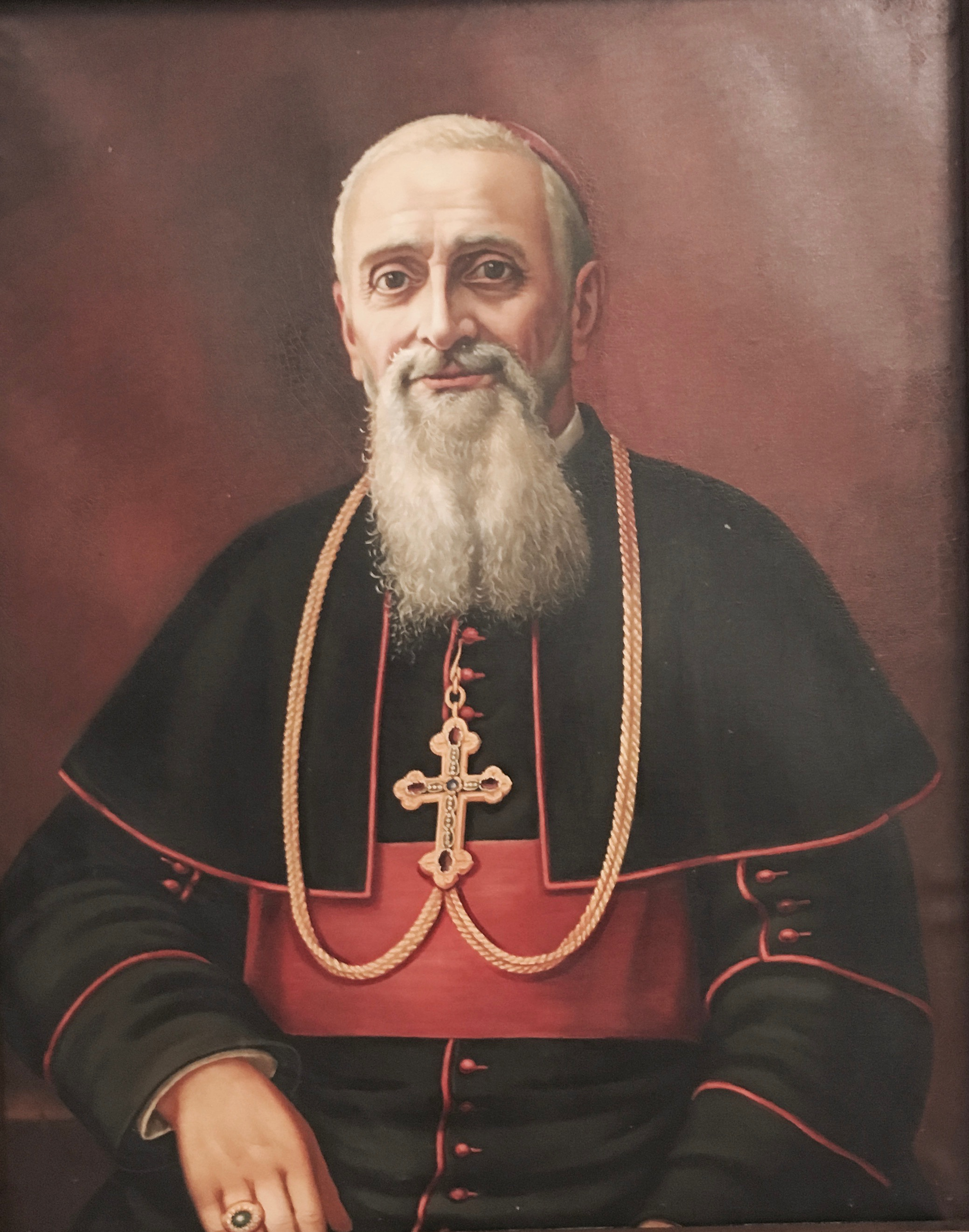
루이지 바를라시나의 초상화

루이지 바를라시나(이탈리아어: Luigi Barlassina, 1872년 4월 30일 ~ 1947년 9월 27일)는 예루살렘 라틴 총대주교이자 이탈리아의 로마 가톨릭 신부이다. 출신지는 토리노이다.